# Dekalog (cykl filmów)
Dekalog – cykl dziesięciu telewizyjnych filmów psychologicznych z 1988 w reżyserii Krzysztofa Kieślowskiego, zrealizowanych na podstawie scenariusza napisanego wspólnie z Krzysztofem Piesiewiczem. Dekalog został wyprodukowany przez Telewizję Polską oraz Zespół Filmowy „Tor”, przy czym pierwszym wyemitowanym przedpremierowo odcinkiem był Dekalog X (24 czerwca 1989), a kolejne filmy nakręcone w ramach cyklu miały premierę między 10 grudnia 1989 a 29 czerwca 1990. Dwa filmy należące do Dekalogu – Dekalog V i Dekalog VI – ukazały się w rozszerzonej wersji kinowej jako Krótki film o zabijaniu (1987) oraz Krótki film o miłości (1988).
Cykl Kieślowskiego i Piesiewicza nawiązuje tematycznie do tytułowych dziesięciu przykazań biblijnych. Niemal wszystkie filmy wchodzące w skład Dekalogu, osadzone w realiach Polski lat 80. XX wieku, łączy postać tajemniczego mężczyzny (Artur Barciś). Bohater kreowany przez Barcisia obserwuje występki głównych bohaterów, którzy naruszają tabu moralne ustanowione przez Dekalog i mierzą się z konsekwencjami etycznymi swoich czynów.
Dekalog okazał się jednym z najważniejszych dzieł filmowych w karierze Kieślowskiego i Piesiewicza. Na Międzynarodowym Festiwalu Filmowym w Wenecji cykl otrzymał nagrodę FIPRESCI oraz nagrodę Young Cinema, a na Międzynarodowym Festiwalu Filmowym w San Sebastián został uhonorowany nagrodą Międzynarodowej Organizacji Katolickiej ds. Filmu. Dekalog figuruje również na watykańskiej liście 15 filmów o szczególnych walorach moralnych.

## Lista części cyklu
| 1 | Dekalog I    | Henryk Baranowski Wojciech Klata Maja Komorowska               | Krzysztof Kieślowski | Krzysztof Kieślowski Krzysztof Piesiewicz | Wiesław Zdort          | 10 grudnia 1989 |
| Film nawiązuje do przykazania: „Nie będziesz miał bogów cudzych przede mną”. Wykładowca uniwersytecki (Henryk Baranowski), racjonalista i ateista, który zanadto zaufał komputerowi i osiągnięciom współczesnej nauki, musi skonfrontować swoją postawę z nieprzewidywalnością oraz przypadkiem. Wyliczył wytrzymałość lodu na zamarzniętym, osiedlowym jeziorku, gdzie jego syn chce wypróbować swoje nowe łyżwy. Okazuje się jednak, że obliczenia zawodzą; lód zarywa się i chłopiec tonie w jeziorku.                             |              |                                                                |                      |                                           |                        |                 |
| 2 | Dekalog II   | Krystyna Janda Aleksander Bardini Olgierd Łukaszewicz          | Krzysztof Kieślowski | Krzysztof Kieślowski Krzysztof Piesiewicz | Edward Kłosiński       | 11 maja 1990    |
| Film nawiązuje do przykazania: „Nie będziesz brał imienia Pana Boga swego nadaremno”. Młoda skrzypaczka w ciąży (Krystyna Janda) domaga się od starego ordynatora (Aleksander Bardini), lekarza jej chorego męża (Olgierd Łukaszewicz), podjęcia decyzji w sprawie jej nienarodzonego dziecka. Dorota jest w ciąży z innym mężczyzną. Postanawia, że usunie ciążę, jeśli jej mąż przeżyje; w przypadku śmierci tegoż urodzi dziecko i zwiąże się z jego ojcem. Lekarz po wahaniach moralnych próbuje nie dopuścić do usunięcia płodu. |              |                                                                |                      |                                           |                        |                 |
| 3 | Dekalog III  | Daniel Olbrychski Maria Pakulnis Joanna Szczepkowska           | Krzysztof Kieślowski | Krzysztof Kieślowski Krzysztof Piesiewicz | Piotr Sobociński       | 18 maja 1990    |
| Film nawiązuje do przykazania: „Pamiętaj, abyś dzień święty święcił”. W czasie Wigilii Bożego Narodzenia Janusz (Daniel Olbrychski) zostaje podstępnie wyciągnięty z mieszkania przez kochankę (Maria Pakulnis), która wymusza na nim całonocną wędrówkę po świątecznej i pustej Warszawie. |              |                                                                |                      |                                           |                        |                 |
| 4 | Dekalog IV   | Adrianna Biedrzyńska Janusz Gajos                              | Krzysztof Kieślowski | Krzysztof Kieślowski Krzysztof Piesiewicz | Krzysztof Pakulski     | 25 maja 1990    |
| Film nawiązuje do przykazania: „Czcij ojca swego i matkę swoją”. Kiedy młoda dziewczyna (Adrianna Biedrzyńska) i jej ojciec (Janusz Gajos) dowiadują się, że najprawdopodobniej nie są ze sobą spokrewnieni, zdają sobie sprawę, że powinni na nowo nazwać uczucie, które ich naprawdę łączy. |              |                                                                |                      |                                           |                        |                 |
| 5 | Dekalog V    | Mirosław Baka Krzysztof Globisz Jan Tesarz                     | Krzysztof Kieślowski | Krzysztof Kieślowski Krzysztof Piesiewicz | Sławomir Idziak        | 1 czerwca 1990  |
| Film nawiązuje do przykazania: „Nie zabijaj”. Młody adwokat-idealista (Krzysztof Globisz) podejmuje się obrony dwudziestoletniego Jacka (Mirosław Baka), który brutalnie zamordował taksówkarza (Jan Tesarz). Pomimo dobrych chęci adwokatowi nie udaje się ocalić chłopaka, który zostaje skazany na karę śmierci i stracony przez powieszenie. |              |                                                                |                      |                                           |                        |                 |
| 6 | Dekalog VI   | Olaf Lubaszenko Grażyna Szapołowska                            | Krzysztof Kieślowski | Krzysztof Kieślowski Krzysztof Piesiewicz | Witold Adamek          | 8 czerwca 1990  |
| Film nawiązuje do przykazania: „Nie cudzołóż”. Tomek (Olaf Lubaszenko), wychowanek domu dziecka, stopniowo fascynuje się nieznajomą z naprzeciwka (Grażyna Szapołowska). Zaczyna obsesyjnie podglądać Magdę, najpierw przez lornetkę, potem przez ukradzioną lunetę. Chłopiec zdobywa się na odwagę i postanawia wyznać Magdzie miłość, lecz zostaje przez nią upokorzony i próbuje popełnić samobójstwo. |              |                                                                |                      |                                           |                        |                 |
| 7 | Dekalog VII  | Anna Polony Maja Barełkowska Władysław Kowalski Bogusław Linda | Krzysztof Kieślowski | Krzysztof Kieślowski Krzysztof Piesiewicz | Dariusz Kuc            | 15 czerwca 1990 |
| Film nawiązuje do przykazania: „Nie kradnij”. Studentka Majka (Maja Barełkowska) postanawia odzyskać swoje dziecko, które niegdyś, w obawie przed skandalem, adoptowali jej rodzice (Anna Polony i Władysław Kowalski). W tym celu Majka porywa córkę i próbuje z nią wyjechać za granicę. |              |                                                                |                      |                                           |                        |                 |
| 8 | Dekalog VIII | Maria Kościałkowska Teresa Marczewska Tadeusz Łomnicki         | Krzysztof Kieślowski | Krzysztof Kieślowski Krzysztof Piesiewicz | Andrzej J. Jaroszewicz | 22 czerwca 1990 |
| Film nawiązuje do przykazania: „Nie mów fałszywego świadectwa przeciw bliźniemu swemu”. Profesor etyki (Maria Kościałkowska) w czasie wojny odmówiła pomocy ukrywającej się młodej Żydówce (Teresa Marczewska), która po latach ponownie zjawia się w jej życiu. |              |                                                                |                      |                                           |                        |                 |
| 9 | Dekalog IX   | Ewa Błaszczyk Piotr Machalica                                  | Krzysztof Kieślowski | Krzysztof Kieślowski Krzysztof Piesiewicz | Piotr Sobociński       | 29 czerwca 1990 |
| Film nawiązuje do przykazania: „Nie pożądaj żony bliźniego swego”. Czterdziestoletni kardiochirurg (Piotr Machalica) dowiaduje się, że jest impotentem. W nowej sytuacji staje się obsesyjnie zazdrosny o żonę (Ewa Błaszczyk), szpieguje ją, aż w końcu nakrywa in flagranti z młodym chłopakiem (Jan Jankowski). |              |                                                                |                      |                                           |                        |                 |
| 10 | Dekalog X    | Jerzy Stuhr Zbigniew Zamachowski Henryk Bista                  | Krzysztof Kieślowski | Krzysztof Kieślowski Krzysztof Piesiewicz | Jacek Bławut           | 24 czerwca 1989 |
| Film nawiązuje do przykazania: „Ani żadnej rzeczy, która jego jest”. Dwaj bracia (Jerzy Stuhr i Zbigniew Zamachowski) otrzymują w spadku po zmarłym ojcu klasery ze znaczkami pocztowymi. Początkowo lekceważą kolekcję, ale kiedy przekonują się o jej wielkiej wartości, ich zainteresowanie filatelistyką staje się chorobliwą obsesją. |              |                                                                |                      |                                           |                        |                 |

## Produkcja

### Pomysł i scenariusz

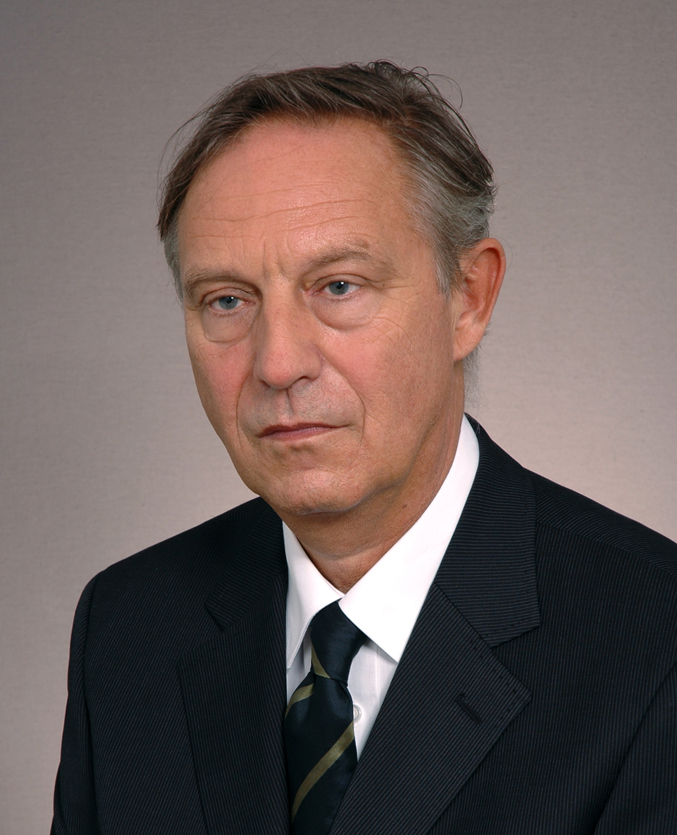
Krzysztof Piesiewicz, współscenarzysta cyklu (2005)

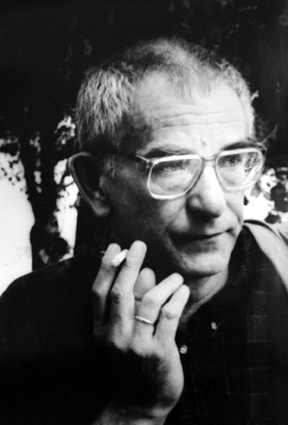
Krzysztof Kieślowski, reżyser Dekalogu (1994)

Pomysł na stworzenie Dekalogu wyszedł jeszcze w 1984 od adwokata Krzysztofa Piesiewicza, który wcześniej współpracował z reżyserem Krzysztofem Kieślowskim podczas prac nad filmem Bez końca. Początkowo Kieślowski był sceptycznie nastawiony do projektu, jednak rozczarowany wrogim przyjęciem Bez końca zarówno przez władze komunistyczne, jak i opozycję solidarnościową, reżyser przekonał się do propozycji Piesiewicza. Piesiewicz w wywiadzie z Mikołajem Jazdonem po latach uzasadniał swoją inicjatywę następująco:

Po Bez końca chcieliśmy radykalnie zerwać ze wszystkim, co ma związek z polityką, i skoncentrować się w scenariuszach na indywidualnych, uwarunkowanych psychologicznie zachowaniach ludzkich. I to nie bez przyczyny. Mieliśmy dość połajanek [...]. Wiedziałem, że po roku od zamordowania księdza Jerzego Popiełuszki nadszedł odpowiedni moment.

Fascynacja Piesiewicza tematyką religijną wynikała również z osobistego zainteresowania scenarzysty personalizmem chrześcijańskim. Piesiewicz, jako neofita, wznowił zainteresowanie Kazaniem na górze, wertował książki Simone Weil, spotkał się z jej tłumaczem Andrzejem Wielowieyskim. Zapoznawał się też na nowo ze Starym i Nowym Testamentem. Ostatecznie z ustaleń między Kieślowskim a Piesiewiczem wynikało, że należy nakręcić dziesięć historii, które nawiązują w pewnym stopniu do dziesięciorga przykazań judeochrześcijańskich. Kieślowski opowiadał, iż z czasem nabrał szczególnego powodu, dla którego zdecydował się koordynować projekt Dekalogu:

W kraju panował chaos i bałagan [...]. Napięcie, poczucie bezsensu i pogarszających się czasów było wyczuwalne. [...] Miałem dojmujące wrażenie, że coraz częściej oglądam ludzi, którzy nie bardzo wiedzą, po co żyją. Pomyślałem więc, że Piesiewicz ma rację, choć to bardzo trudne zadanie. Trzeba nakręcić dekalog.

Pierwotnie Kieślowski planował, że wraz z Piesiewiczem przygotuje wyłącznie scenariusz, który mieliby oddać do wyreżyserowania dziesięciu debiutującym reżyserom. Już na początku projektu Kieślowski i Piesiewicz stwierdzili, że akcja Dekalogu będzie się toczyć na warszawskim osiedlu wieżowców. Obaj pracowali nad scenariuszem w mieszkaniu Piesiewicza na ul. Klaudyny, przy czym adwokat podsuwał reżyserowi pomysły zaczerpnięte z praktyki sądowej, anegdot, fantazji, a nawet własnych wspomnień z dzieciństwa. Prace scenariuszowe trwały ponad rok, po czym jesienią 1986 teksty dziesięciu odcinków zostały wysłane do Telewizji Polskiej. Scenariusz został przeważnie pozytywnie przyjęty przez ekspertów w TVP, spośród których Andrzej Kołodyński pisał: „Niezmiernie rzadko ma się do czynienia z projektem równie ambitnym. Jest to próba uszlachetnienia gatunku najpopularniejszego, jakim jest serial”.
Jeden z najsłynniejszych lejtmotywów Dekalogu – obecność tajemniczego mężczyzny granego przez Artura Barcisia – zrodził się w trakcie prac scenariuszowych nad cyklem. Z pomysłem stworzenia postaci granej przez Barcisia wyszedł Witold Zalewski, który opowiedział Kieślowskiemu anegdotę o Wilhelmie Machu. Mach miał kiedyś powiedzieć na temat jednego z obejrzanych przedpremierowo filmów, że najbardziej podobała mu się scena pogrzebu z widocznym w tle mężczyzną w czarnym garniturze – z tym że nikt inny nie dostrzegł owego mężczyzny; Mach zmarł wkrótce po prapremierze. Kieślowski uznał, że cyklowi potrzebna jest owa postać, której nikt na co dzień nie dostrzega.

### Realizacja

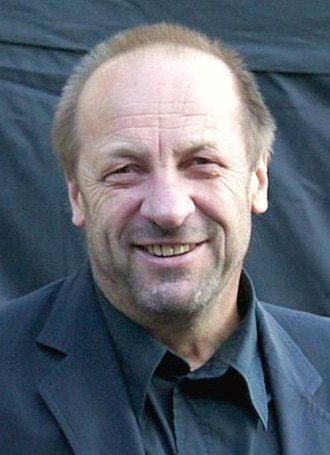
Zbigniew Preisner był kompozytorem muzyki do Dekalogu

W styczniu 1987 prezes Telewizji Polskiej Janusz Roszkowski, szef Komitetu do spraw Radia i Telewizji, wyraził zgodę na rozpoczęcie prac nad Dekalogiem. Objaśnił jednak twórcom scenariusza, że biedniejąca telewizja może wyłożyć pieniądze tylko na osiem filmów zamiast planowanych dziesięciu. Odpowiedzialność za produkcję cyklu miała spoczywać na Zespole Filmowym „Tor”, którego dyrektorem artystycznym był Krzysztof Zanussi. Zanussi wpadł na pomysł, aby w celu sfinansowania Dekalogu nakręcić najpierw kilka odcinków w podwójnej wersji: telewizyjnej i kinowej. Kinowe wersje miały być dystrybuowane za granicą i wzbudzić zainteresowanie zachodnich inwestorów. Pomysł Zanussiego wymagał jednak zgody ze strony Komitetu Kinematografii. Dzięki pośrednictwu Ireny Strzałkowskiej Komitet Kinematografii dopomógł w sfinansowaniu dwóch kinowych filmów cyklu: Krótkiego filmu o zabijaniu oraz Krótkiego filmu o miłości. Równocześnie Kieślowski zdecydował, że sam wyreżyseruje wszystkie części Dekalogu, powierzając jednak realizację poszczególnych odcinków różnym operatorom zdjęć.

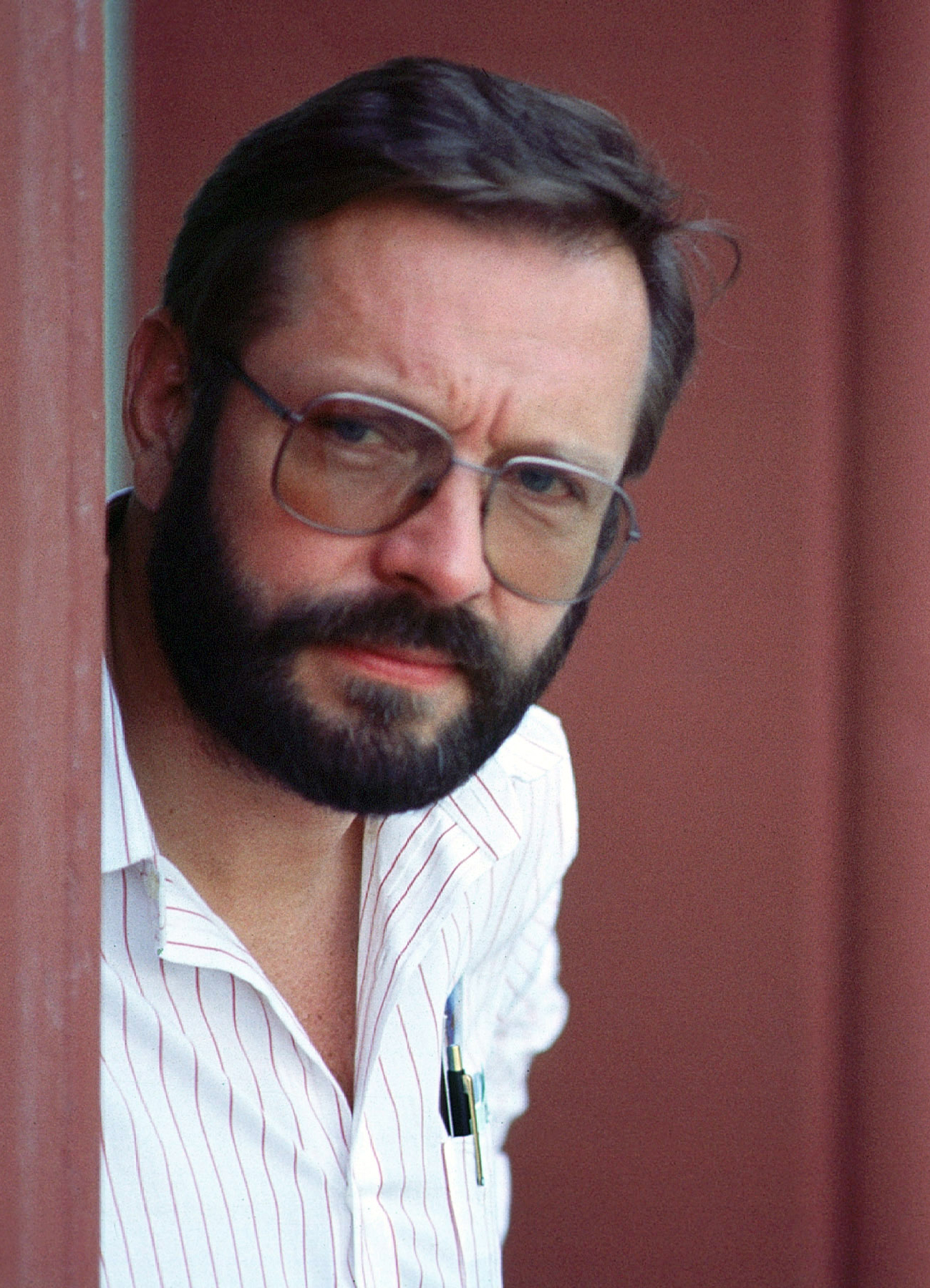
Krzysztof Zanussi kierował Zespołem Filmowym „Tor”, który odpowiadał za produkcję Dekalogu

Problem polegał na tym, że zarówno operatorzy, jak i potencjalni asystenci początkowo odmawiali współpracy z Kieślowskim. Przykładowo, dopiero po wielu namowach reżyserowi udało się nakłonić Sławomira Idziaka, aby ten sfilmował Krótki film o zabijaniu. Idziak zgodził się dopiero pod warunkiem, że będzie mógł użyć własnoręcznie zrobionego zielonego filtra. Prace nad całym cyklem przebiegały dodatkowo w niekomfortowych warunkach. Sam Kieślowski spędzał przy kręceniu i montażu Dekalogu 13–14 godzin dziennie. Tymczasem budżet na realizację cyklu się kończył. Zanussi udał się do Europy Zachodniej w poszukiwaniu sponsorów, jednak kolejni potencjalni fundatorzy – np. mediolańska wytwórnia Sao Paolo – odrzucali propozycję dofinansowania cyklu. Pieniądze na Dekalog zapewnił dopiero berliński producent Manfred Durmiok z wytwórni Sender Freies, dzięki czemu można było dokończyć prace nad całością projektu. Szacunkowy budżet cyklu wynosił około 100 000 dolarów.
W dalszym obiegu cyklu znacząco pomógł nieoczekiwany sukces kinowej wersji piątego odcinka Dekalogu. Krótki film o zabijaniu, ledwo dopuszczony do głównego konkursu Festiwalu Filmowego w Cannes, początkowo oburzył widownię długą sceną morderstwa popełnionego na taksówkarzu, lecz ostatecznie odniósł wielki sukces festiwalowy (nagroda jury oraz nagroda FIPRESCI). Podobnie entuzjastycznie przyjęty został Krótki film o miłości, co zwróciło uwagę zachodniej krytyki nie tylko na poprzednie filmy Kieślowskiego, ale również na nadchodzący Dekalog.

### Ścieżka dźwiękowa
Ścieżkę dźwiękową do Dekalogu skomponował Zbigniew Preisner. Nagrania ukazały się po raz pierwszy w 1991 we Francji (pod nazwą Les Dix Commandements. Le Décalogue), nakładem wytwórni muzycznej Amplitude. W 1992 album został wydany w Polsce przez Kompanię Muzyczną Pomaton pod nazwą Dekalog. Muzyka filmowa. Wydanie ścieżki dźwiękowej było wielokrotnie wznawiane w Wielkiej Brytanii i we Francji.
Lista utworów
Dekalog I
1. „Part 6” – 2:13
2. „Part 5” – 3:40

Dekalog II
1. „Part 1” – 1:18
2. „Part 2” – 3:57

Dekalog III
1. „Part 2” – 2:28
2. „Part 3” – 2:34

Dekalog IV
1. „Part 1” – 2:15
2. „Part 2” – 2:25

Dekalog V
1. „Part 1” – 1:41
2. „Part 6” – 1:39
3. „Part 9” – 1:10
4. „Part 12” – 1:24

Dekalog VI
1. „Part 1” – 1:47
2. „Part 2” – 1:35
3. „Part 3” – 0:48
4. „Part 4” – 3:03

Dekalog VII
1. „Part 6” – 2:41
2. „Part 8” – 1:50

Dekalog VIII
1. „Part 1” – 1:07
2. „Part 4” – 3:34
3. „Part 7” – 1:48

Dekalog IX
1. „Part 3” – 2:14
2. „Part 7” – 1:03
3. „Part 12” – 1:05
4. „Part 13” – 2:10

### Rozpowszechnianie
W Polsce pierwsze legalne kopie Dekalogu na kasetach VHS zaczęły być sprzedawane po 1993, nakładem warszawskiego wydawnictwa APF Zespół Wideo. W 2003 Dekalog zaczął być dystrybuowany na płytach DVD nakładem Telewizji Polskiej oraz Warner Home Video. W 2015 Dekalog został poddany rekonstrukcji cyfrowej. Z materiału źródłowego usunięto uszkodzenia (rysy, zadrapania, odpryski emulsji, znaki startowe, zadeszczenia obrazu), a także nadmierną ziarnistość, brak stabilności kadru lub migotanie tła. Rekonstrukcji cyfrowej dokonali pracownicy Wydziału Rekonstrukcji i Digitalizacji Ośrodka Dokumentacji i Zbiorów Programowych TVP. Rekonstrukcja odbyła się z użyciem negatywów wypożyczonych z Filmoteki Narodowej, zeskanowanych w jakości 4K.

## Odbiór
We wrześniu 1989 Dekalog był prezentowany w kinach poza konkursem głównym na Międzynarodowym Festiwalu Filmowym w Wenecji, gdzie spotkał się z bardzo pozytywnym odbiorem. Cykl otrzymał jako całość nagrodę FIPRESCI. Na początku 1990 dzieło Kieślowskiego i Piesiewicza zaczęło być dystrybuowane we francuskiej telewizji, a w marcu tego samego roku debiutowało w kinach we Francji. W Polsce pierwszą emisję telewizyjną Dekalogu śledziło szacunkowo około 15 milionów widzów, a Tadeusz Lubelski w reportażu z 1993 relacjonował, iż Dekalog pomimo upływu 2,5 roku wciąż był wyświetlany w paryskich kinach. Do 2002 roku Telewizja Polska sprzedała prawa do emisji cyklu 50 dystrybutorom w 75 krajach. Według portalu JP’s Box-Office szacunkowe dochody z kinowej dystrybucji Dekalogu do 2000 roku wyniosły ponad 655 000 dolarów, natomiast Box Office Mojo szacuje, że dochody z powtórnej dystrybucji cyklu osiągnęły pułap 106 000 dolarów.

### Recepcja krytyczna w Polsce
Dekalog został burzliwie przyjęty przez polską krytykę filmową. Zdaniem Mirosława Przylipiaka przeważały akceptacja, momentami zachwyt, przy czym najgoręcej dyskutowanymi elementami dzieła Kieślowskiego i Piesiewicza były stosunek autorów do religii, wierność cyklu realiom ówczesnej Polski oraz warsztat realizatorski.

#### Dekaloga religia
Najbardziej dyskutowana wśród polskich krytyków była kwestia stosunku twórców cyklu do religijności. Ksiądz Jacek Bolewski traktował Dekalog jako cykl głęboko zakorzeniony w katolickich prawdach wiary, choć bliższy duchowi aniżeli literze dziesięciorga przykazań. Krzysztof Teodor Toeplitz doszukiwał się w serii bardziej tropów protestanckich; według Toeplitza Dekalog sugeruje obecność Boga jako surowego i okrutnego prawodawcy ze Starego Testamentu, nie zaś miłosiernego opiekuna ludzkości z Nowego Testamentu. Małgorzata Szpakowska proponowała inne ujęcie Dekalogu – jako serii krytykującej przykazania jako niemożliwe do spełnienia we współczesnym społeczeństwie. Tymczasem sam Przylipiak poczytywał Dekalog za film o uniwersalnym przesłaniu, wedle którego to człowiek powinien być odpowiedzialny za swoje czyny. Tadeusz Szyma podzielał ten pogląd, podkreślając niebanalność i brawurową ilustrację przykazań Dekalogu bliższą świeckiej perspektywie. Hanna Borowska, w bardziej agresywnym wobec Kieślowskiego tonie, stwierdzała, że reżyser w Dekalogu „mówi złem” i nie oferuje żadnych moralnych rozwiązań w sprawach moralności człowieka, który w cyklu wydaje się pozbawiony obecności Boga.

#### Wierność realiom Polski
Najgwałtowniejszym przedmiotem ataku przypuszczonego przez polskich krytyków na Dekalog była kwestia wierności cyklu realiom ówczesnej Polski. Zygmunt Kałużyński w swym pamflecie skierowanym przeciwko Kieślowskiemu stwierdził, że Dekalog jest złożony ze sztucznych, „absurdalnych sytuacji”, które zdaniem krytyka oscylują wokół „ponurego (acz bezwiednego) komizmu”. Kałużyński cenił jedynie piąty odcinek Dekalogu, pozostałe filmy serii traktując jako „bardzo niedobre”. Szpakowska przekonywała, iż postacie filmowego Dekalogu „uderzają jakąś sztucznością, są przekombinowane, wymyślone, uwikłane w sytuacje ekstremalne lub nietypowe”. Również Jan Olszewski traktował serię Kieślowskiego i Piesiewicza jako skrojoną pod z góry założoną tezę.
Jednocześnie część krytyków broniła Dekalogu przed powyższymi zarzutami. Maria Malatyńska usprawiedliwiała zarzut „wydumania” potrzebą zbudowania przez reżysera odpowiedniej dramaturgii. Przylipiak z kolei negował kwestię „sztuczności” serii, twierdząc, iż reżyser problematyzuje stosunek bohaterów Dekalogu w granicach prawdopodobieństwa, aby zmusić ich do ciągłego namysłu nad własnymi uczynkami. Wielu polskich krytyków poruszyła wizja polskiej rzeczywistości lat 80. XX wieku. Jerzy Niecikowski pisał, że cykl Kieślowskiego w sposób unikatowy przedstawił „szpetotę polskiego życia”, a dzielnica Ursynów w obiektywie kamery stała się „symbolem koszmaru”. Stanisław Wyszomirski stwierdził, że odmalowany przez Kieślowskiego wizerunek polskiego szpitala z odcinka drugiego jest „przerażający” i niespotykany dotąd w polskiej telewizji.

#### Głębia psychologiczna i strona wizualna
Polscy krytycy na ogół nie podważali maestrii reżysera w operowaniu aktorami oraz obrazem. Szyma nazywał Dekalog subtelną moralistyką najwyższej próby, której autor nie okazuje wyższości i mentorstwa wobec widza. Przykładowo Szyma analizował Dekalog VII jako „mistrzowskie – od strony psychologicznej – studium miłości chorej, kalekiej i bezrozumnie zaborczej, a jednak utrzymanej w granicach prawdopodobieństwa”. Zdaniem Szymy reżyser pokazuje „cierpienie obu kobiet, jak również bezradność mężczyzn i znerwicowanie dziecka”. Pod względem strony wizualnej Wyszomirski uznał Dekalog za najbardziej niezwykły serial w dziejach polskiej telewizji, a Przylipiak cenił szczególnie brawurowe zabiegi inscenizacyjne ze strony poszczególnych operatorów. Do tych zabiegów Przylipiak zaliczał na przykład stosowanie wielkich planów; sekwencję montażową z Dekalogu II, w której bohaterowie znajdujący się w różnych miejscach są symbolicznie połączeni za pomocą panoramicznego ruchu kamery; a także nadający postaciom niesamowitości sposób filmowania Dekalogu IV, gdzie „niektóre sekwencje są oświetlane nieco z dołu, przy kadrze pogrążonym w mroku”.

### Recepcja krytyczna poza Polską

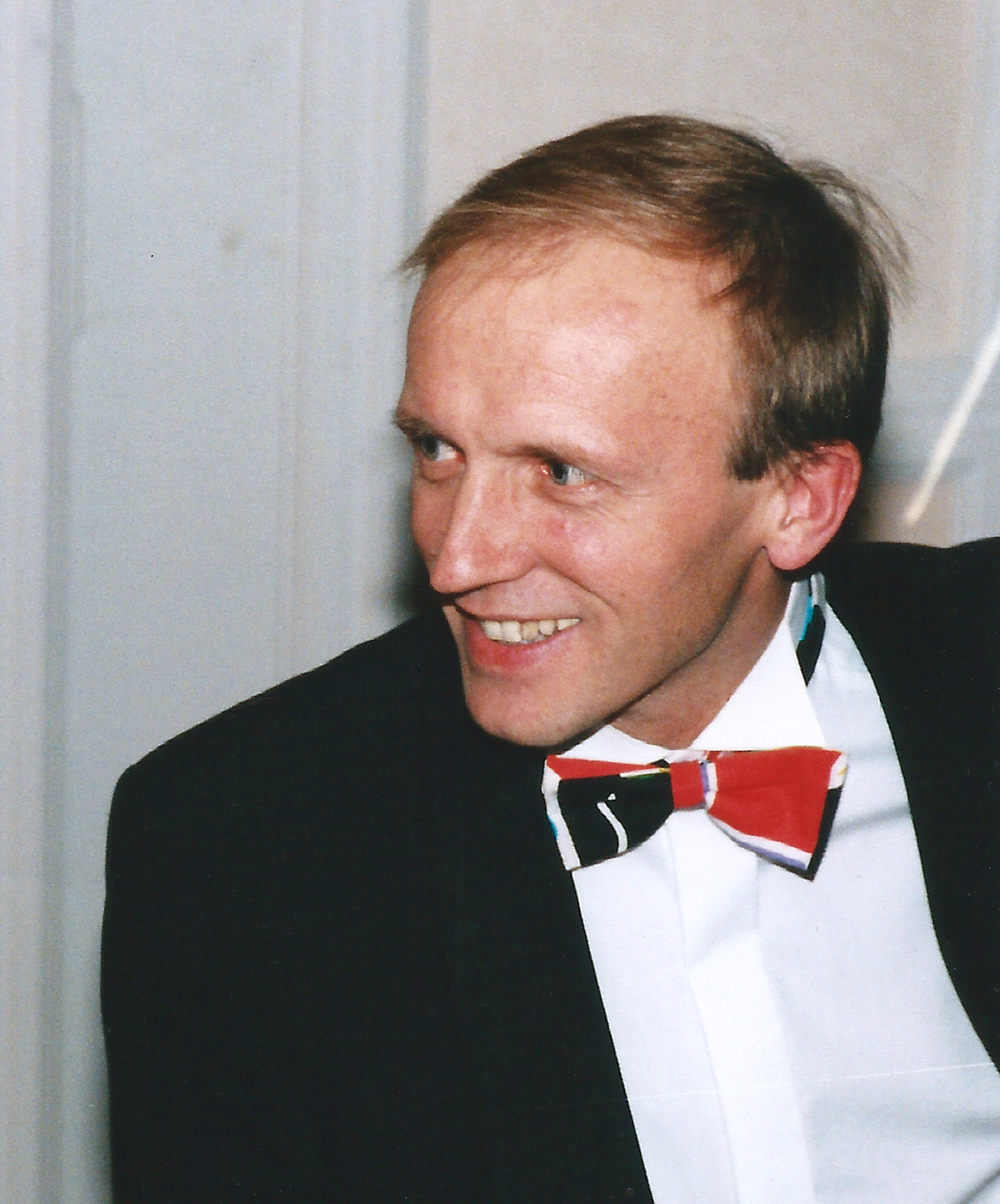
Artur Barciś, odtwórca roli „tajemniczego blondyna” (2000); jego enigmatyczna postać była wielorako interpretowana

#### W krajach anglosaskich
Dekalog został entuzjastycznie przyjęty przez krytyków anglosaskich. Quentin Cartis z brytyjskiego „The Independent” obrazowo stwierdził: „Gdyby Sokrates i Ingres byli jedną osobą, żyjącą współcześnie i robiącą filmy, byliby Krzysztofem Kieślowskim” . Amerykański reżyser Stanley Kubrick w 1991 napisał pochlebny wstęp do anglojęzycznego wydania scenariusza Dekalogu, w którym zauważył „bardzo rzadką” zdolność Kieślowskiego i Piesiewicza do „dramatyzowania swoich idei zamiast opowiadania o nich”. Roger Ebert zaliczył cykl Kieślowskiego i Piesiewicza do „wielkich filmów” (great movies), argumentując swoją decyzję wyczuciem twórców w ukazywaniu rzeczywistych dylematów moralnych: „Tych 10 filmów to nie są filozoficzne abstrakcje, ale osobiste historie, które angażują nas od razu; przy niektórych prawie nie drgnęła mi powieka [...]. Nie ma tu ani chwili, w której bohaterowie rozmawiają o konkretnych przykazaniach czy kwestiach moralnych. Są za to pochłonięci próbami radzenia sobie z realnymi wyzwaniami etycznymi” . Jonathan Rosenbaum z pisma „Chicago Reader” stwierdził, że Dekalog nawiązuje stylistycznie do konceptualnego kina autorskiego z lat 60. XX wieku – między innymi Michelangela Antonioniego, Jeana-Luca Godarda oraz Alaina Resnais’go – mimo że był kręcony w innej dekadzie . David Denby na łamach „The New Yorkera” pisał aluzyjnie, że w serii Kieślowskiego i Piesiewicza jakość scenariusza i gry aktorskiej znacząco przewyższa amerykańskie filmy „skierowane do dorosłych, którzy ledwo osiągnęli moralny wiek dwunastu lat” . Recenzent „The New York Timesa” Stephen Holden wprost określił Dekalog mianem „arcydzieła współczesnego kina, niezbędnej lektury dla każdego, kogo obchodzi kino jako poważna forma sztuki” .

#### We Francji
Podobny zachwyt towarzyszył premierze Dekalogu we Francji. Wielu francuskich krytyków interpretowało Dekalog przez pryzmat wspólnej symboliki poszczególnych odcinków. Recenzenci podkreślali, że wielokrotnie bohaterowie cyklu spoglądają przez okno albo drzwi, w czym Anne-Marie Baron z pisma „Cinéma 89” doszukała się motywów autotematycznych: „to metafora niedyskretnego patrzenia filmowca”. Szczególnym typem patrzącego bohatera, który nie ingeruje w los innych postaci, był według innych krytyków „tajemniczy blondyn” grany przez Artura Barcisia. Françoise Audé z pisma „Positif” interpretowała bohatera kreowanego przez Barcisia jako „Boga, Przeznaczenie, Anioła Stróża, niemego świadka, znak niemożliwej neutralności losu”. Alain Masson z tego samego czasopisma odnajdywał w Dekalogu X (jedynym odcinku, w którym blondyn się nie pojawia) inną symboliczną postać – psa przywołującego na myśl Cerbera, Śmierć. Pascal Pernod również był pod wrażeniem symboliki utworu, twierdząc, iż reżyser stawia znak równości między rolą przypadku a koniecznością w świecie: „Siła Dekalogu opiera się na sposobie, w jaki przypadki same integrują się w system, ufundowany na opozycji między determinizmem a indeterminizmem”. Marcel Martin z „La Revue du cinéma” uznał reżysera Dekalogu za „geometrycznego moralistę, który bywa poetą”. Joël Magny z pisma „Cahiers du cinéma” upatrywał w filmie nastroju metafizycznego. Jedynie Antoine de Baecque z „Cahiers” odmawiał wejścia do „kościoła Kieślowskiego”, twierdząc, że opowiadane przez reżysera historie „nie są zbyt wiele warte na rynku scenariuszy”.
Szczególnym przykładem nadinterpretacji Dekalogu we Francji była kwestia butelek z mlekiem, które pojawiają się w większości filmów cyklu. Yann Tobin z „Positif” kojarzył ujęcie zamarzniętej butelki z mlekiem w Dekalogu I z metaforą dziecka poszukującego matczynej piersi; Pernod wręcz twierdził, że „kamera zatrzymuje się umyślnie na tym szklanym przedmiocie”. Sam Kieślowski odrzucał tę interpretację, podkreślając: „Nie kręcę metafor [...]. Dla mnie butelka mleka to butelka mleka”.

### Analizy i interpretacje naukowe
Słoweński psychoanalityk Slavoj Žižek, posługując się teorią Jacques’a Lacana, w swoim studium Dekalogu podawał w wątpliwość metafizyczny charakter cyklu, wbrew recenzjom uwznioślającym dzieło Kieślowskiego i Piesiewicza. Zdaniem Žižka Kieślowski „z zapierającym dech mistrzostwem oddaje szarą, przypadkową, codzienną rzeczywistość: jego filmy pełne są złowieszczych natręctw pozanarracyjnego, surowego Realnego, które można (lub nie) odczytać jako znak”. Również wbrew samemu Kieślowskiemu Žižek drążył temat mleka w Dekalogu: w Dekalogu I sygnałem roztopienia lodu, w który wpada syn informatyka, jest rozcieńczenie butelki; bohaterowie Dekalogu II oraz Dekalogu IV kupują butelki mleka; bohaterka Dekalogu VI wylewa butelkę na stół, gdy dowiaduje się, że ową butelkę sprezentował jej niechciany adorator. Žižek ponadto, wbrew zwyczajowym interpretacjom cyklu, stwierdził, że tak naprawdę do każdego przykazania nawiązuje jednocześnie kilka odcinków Dekalogu. Przykładowo, Dekalog X (nakręcony i wyświetlany jako pierwszy) można odczytywać przez pryzmat pierwszego przykazania, a pasję domorosłych numizmatyków uznać za przejaw odrzucenia kultu Boga; Dekalog I jest bliższy drugiemu przykazaniu, Dekalog II – trzeciemu itd.
Marek Haltof interpretował Dekalog w mniejszym stopniu jako cykl filmów religijnych, a w większym – jako nieomal dokumentalny, pesymistyczny portret społeczeństwa polskiego u schyłku Polskiej Rzeczypospolitej Ludowej. Haltof argumentował, iż większość akcji Dekalogu „rozgrywa się w tym samym, szarym warszawskim blokowisku, na ursynowskim osiedlu, wybudowanym pod koniec lat 70. W filmowym krajobrazie dominuje brzydota i szarość odhumanizowanego miejskiego otoczenia, a także zbliżenia na ludzi, którzy znoszą te trudne warunki”. Zdaniem Haltofa na kształt Dekalogu jako traktatu metafizycznego wpłynęła przede wszystkim postać grana przez Artura Barcisia, która „spaja cały cykl i nadaje mu niemal metafizyczny wymiar”. Ruth Perlmutter twierdziła, że choć tajemniczy mężczyzna w kreacji Barcisia jest w pewnym stopniu zauważalny, prawie nie nawiązuje kontaktu wzrokowego i nie wchodzi w żadne interakcje z innymi bohaterami. „W każdym z odcinków ma on jednak pewne znaczenie symboliczne, gdyż występuje w różnych postaciach, pojawia się w krytycznych momentach i często służy jako kontrapunkt lub katalizator działań bohaterów”.
Według Williama Jaworskiego wszystkie filmy Dekalogu „w poruszający sposób ukazują dwa aspekty ludzkiego życia. Po pierwsze, podkreślają wszechobecność ludzkich słabości, to, jak wszyscy możemy dążyć do miłości, wolności, bezpieczeństwa, spełnienia, szacunku, a jednak nie udaje nam się tego osiągnąć. Po drugie, filmy podkreślają nieprzemijalność ludzkiej nadziei na to, że nasz ostateczny los nie będzie zdeterminowany przez nasze wcześniejsze porażki, nadziei na to, że możemy na nowo odkryć miłość i wolność nawet mimo doświadczenia tragedii oraz zagubienia”.

### Nagrody
| Rok  | Instytucja                                      | Nagroda                                                          | Odbiorca             |
| ---- | ----------------------------------------------- | ---------------------------------------------------------------- | -------------------- |
| 1989 | Międzynarodowy Festiwal FIlmowy w Wenecji       | Nagroda FIPRESCI                                                 | Krzysztof Kieślowski |
| 1989 | Międzynarodowy Festiwal FIlmowy w Wenecji       | Nagroda Young Cinema                                             | Krzysztof Kieślowski |
| 1989 | International Films Meeting (Dunkierka)         | Nagroda Krytyki                                                  | Krzysztof Kieślowski |
| 1989 | Festiwal Filmowy w Montrealu                    | Nagroda krytyki                                                  | Krzysztof Kieślowski |
| 1989 | Międzynarodowy Festiwal Filmowy w San Sebastián | Nagroda Międzynarodowej Organizacji Katolickiej ds. Filmu (OCIC) | Krzysztof Kieślowski |
| 1989 | Międzynarodowy Festiwal Filmowy w Sao Paulo     | nagroda krytyki filmowej                                         | Krzysztof Kieślowski |
| 1990 | Pismo „Ekran”                                   | Złoty Ekran za reżyserię                                         | Krzysztof Kieślowski |
| 1991 | Francuskie Stowarzyszenie Krytyków Filmowych    | Najlepszy film zagraniczny                                       | Krzysztof Kieślowski |
| 2000 | National Board of Review                        | nagroda specjalna za wybitne dokonania w filmie zagranicznym     | Krzysztof Kieślowski |

## Znaczenie
Dekalog okazał się ważnym dziełem w karierze Krzysztofa Kieślowskiego; dzięki powodzeniu autorskiej filmowej reinterpretacji dziesięciorga przykazań Kieślowski utrwalił swoją międzynarodową pozycję w Europie Zachodniej, a kinowym seansom cyklu towarzyszyły retrospektywy wcześniejszej twórczości reżysera. Zdaniem Moniki Talarczyk Dekalog był pionierskim przykładem polskiej quality television, „telewizji jakościowej”. Reżyserzy tacy jak Milczo Manczewski, Mira Nair, Jean-Pierre i Luc Dardenne oraz Ramin Bahrami wymieniali Dekalog wśród swoich ulubionych filmów. Również  Piotr Trzaskalski, Filip Bajon oraz Łukasz Barczyk z uznaniem wyrażali się o cyklu (przede wszystkim o piątej i szóstej części). Dekalog figurował także na listach najważniejszych obcojęzycznych filmów wszech czasów, sporządzonych przez: amerykańskie National Society of Film Critics (2002), „Time” (2005), „Village Voice” (2007), „Empire” (2019), „Time Out” (2019). W 1995 Dekalog znalazł się na liście 15 filmów o szczególnych walorach moralnych, która weszła w skład watykańskiej listy 45 filmów.
Wielu polskich reżyserów ustosunkowało się do dziedzictwa Dekalogu. W 1992 Rafał Wieczyński wyreżyserował parodię cyklu pod tytułem Naprawdę krótki film o miłości, zabijaniu i jeszcze jednym przykazaniu, opartą na trójkącie miłosnym między dziewczyną, zakochanym w niej listonoszem i włamywaczem. Komedia Juliusza Machulskiego Superprodukcja (2003) zawiera parodię postaci tajemniczego mężczyzny, który pojawia się w filmie Machulskiego, zanim główny bohater podejmuje nawet najbardziej trywialne decyzje. W 2009 roku Andrzej Mańkowski wyprodukował 10 filmów krótkometrażowych z serii Dekalog 89+, tym razem zgodnie z pierwotnym zamysłem Kieślowskiego wyreżyserowanych przez dziesięciu realizatorów nowego pokolenia (Leszka Korusiewicza, Tomasza Olejarczyka, Bartosza Paducha, Adriana Panka, Wojciecha Jagiełłę, Marcina Bortkiewicza, Kristoffera Karlssona Rusa, Tomasza Matuszczaka, Andrzeja Mańkowskiego i Rafała Samusika). Małgorzata Szumowska w filmie Body/Ciało (2014) ironicznie nawiązała do ikonografii niektórych odcinków Dekalogu (I, IV, V), a zarazem wykpiła przypisywany bohaterom Kieślowskiego i Piesiewicza, stereotypowy podział na racjonalnych mężczyzn oraz histeryczne kobiety.
Michał Oleszczyk po latach następująco podsumowywał walory estetyczne i znaczenie Dekalogu:

Jakby na przekór niezwykle ograniczonemu budżetowi […], w serialu znalazły się zachwycające zdjęcia autorstwa nie mniej niż dziewięciu operatorów […] oraz nieskończenie zróżnicowana, mistrzowska ścieżka dźwiękowa Zbigniewa Preisnera, wprowadzająca w każdej części inny temat, a mimo to zachowująca zachwycającą jedność. Trzeba po prostu podziwiać dzieło o takim rozmachu, złożoności i jedności wizji, powstałe w kraju znajdującym się w krytycznej fazie głębokiego kryzysu gospodarczego i społecznego wyczerpania.